# 瓦爾維斯塔 (加利福尼亞州)
瓦爾維斯塔（英語：Valle Vista）是位於美國加利福尼亞州河濱縣的一個人口普查指定地區。

## 地理
瓦爾維斯塔的座標為33°45′10″N 116°53′53″W / 33.75278°N 116.89806°W，而該地最高點為海拔高度541米（即1775英尺）。

## 人口
根據2010年美國人口普查的數據，瓦爾維斯塔的面積為18.328平方千米，當中陸地面積為17.789平方千米，而水域面積為0.540平方千米。當地共有人口11036人，而人口密度為每平方千米602人。